# 鯖腐れ石
鯖腐れ石（さばくされいし）は、長崎市西彼杵郡時津町にある岩石。山腹にある円筒形の巨岩の上に別の大きな岩が乗っており、下の岩は高さ20メートル、横4.5メートル、上の岩は高さ5.4メートル、横3.6メートル。鯖くさらかし岩、鯖くされ岩、爛鯖巌、継石、継石坊主などとも呼ばれる。
今にも落ちそうで落ちないその様子は『長崎名勝図絵』や司馬江漢の『江漢西遊日記』にも挿絵入りで描かれている。
この「どがんしても落ちない岩」を「合格祈岩」として、地元の時津町では町おこしに活用しようとしている

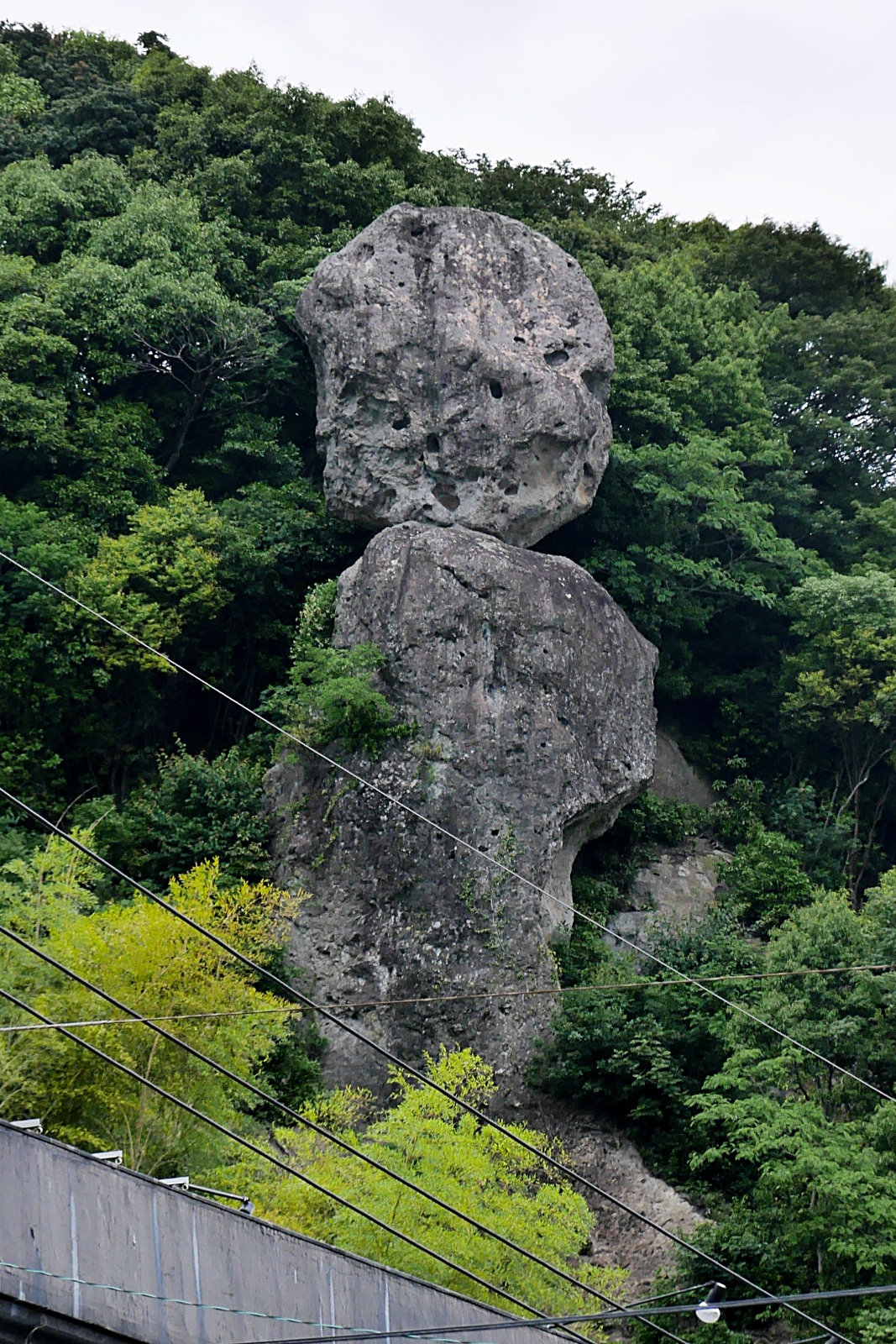
鯖腐らかし岩

## 伝承
昔、魚売りがこの岩のあるあたりを通りかかった。魚売りは上を仰ぎ見て「この岩は必ず落ちるであろう。岩が落ちるのを待ってからここを通ろう」と思い、落ちるのを待ち続けた。
しかし、待てどもいっこう落ちてこない。待つうちに背負っていた籠の中の鯖は腐ってしまった。
この岩を「鯖くされ」または「鯖くさらし」「鯖くさらかし」と呼ぶのは、これが由来とされる。
この岩について、大田南畝は、以下の歌を詠んだ。

## 他の地にある類話
佐賀県東松浦郡北波多村の伝承によると、下平野と山彦の境に俗に「弦掛の辻」と呼ばれる野山があった。その頂には巨岩がいくつもあり、下から仰ぎ見ると巨大な亀が匍匐したような形であった。その首にあたる巨岩を「弦かけ岩」と呼んだ。昔、波田津の魚屋がこの下を通過しようとした際、巨岩が落下してきそうな様子を恐れ、通るのをためらっているうちに、荷の鮮魚が腐ってしまった。それ以来この岩を「鯖くされ岩」と呼ぶようになった。
同様に、同県伊万里市南波多町にも、上にある岩が落ちそうなため、通るか通るまいか迷っているうちに日が暮れて、かついだ鯖がみな腐ってしまい、以来「サバくされ岩」と呼ぶようになったという伝承も残る。
佐賀郡大和町に住む福地キチの話では、長崎の雲仙岳へ見物に行った亀が坂道で動けなくなってそのまま石になってしまった。小浜と雲仙の間に、「亀石」という亀に似た石がそれだという。その少し離れたところに、今にも落ちそうな大きい石がある。かつて、雲仙に魚を売りに行こうとした魚屋が、その岩が落ちそうなので先に進めず、担った鯖が腐るまでそこに留まっていたが、それでも石は落ちてこなかった。その石を「鯖腐れ石」と呼んだという。

## 史料
- 司馬江漢『江漢西遊日記』日本古典全集刊行会、1927年。
- 『北波多村史』 下巻、北波多村史編纂委員会、1963年。
- 『長崎名勝圖繪』長崎文献社〈長崎文献叢書 第1集 第3巻〉、1974年。
- 『波多の民話』北九州大学民俗研究会、1974年。